# 켈리 비숍
켈리 비숍(Kelly Bishop, 1944년 2월 28일 ~ )은 미국의 배우이다.

## 출연 작품
- 길모어 걸스 : 한 해의 스케치 (2016)
- 위험한 관계 (2014)
- 번헤드 (2012)
- 노블 로맨스 (2011)
- 프렌즈 위드 키즈 (2011)
- 에브리 리틀 스텝 - 코러스라인 (2008)
- 길모어 걸스 (2000)
- Law & Order : 성범죄전담반 1 (1999)
- 언터쳐블 가이 (1997)
- 카페 소사이어티 (1995)
- 마이애미 랩소디 (1995)
- 5번가의 폴 포이티어 (1993)
- 퀸가의 친구들 (1991)
- 미스터 X (1988)
- 더티 댄싱 (1987)
- 태양의 전사들 (1986)
- 오하라의 아내 (1982)
- 독신녀 에리카 (1978)
- 원 라이프 투 리브 (1968)
- 애즈 더 월드 턴즈 (1956)